# Довге Клчово
Довге Клчово або Длге Клчово (словац. Dlhé Klčovo) — село в Словаччині, Врановському окрузі Пряшівського краю. Розташоване в східній частині Словаччини в долині Ондави, яка втікає до Східно—Словацької низовини.
Уперше згадується у 1270 році.

## Пам'ятки
У селі є римо-католицький костел (1780) в стилі бароко—класицизму, з 1986 національна культурна пам'ятка та греко-католицька церква Успіння Пресвятої Богородиці (1935), з 1963 національна культурна пам'ятка.

## Населення
| Рік:            | 1993 | 2003    | 2013    | 2023    |
| --------------- | ---- | ------- | ------- | ------- |
| Кількість осіб: | 1341 | 1424    | 1398    | 1358    |
| Різниця:        |      | +6,18 % | -1,82 % | -2,86 % |

| Рік:            | 2022 | 2023    |
| --------------- | ---- | ------- |
| Кількість осіб: | 1359 | 1358    |
| Різниця:        |      | -0,07 % |

У селі проживає 1402 особи.
Національний склад населення (за даними перепису 2001 року):
- словаки — 96,67 %,
- цигани — 2,19 %,
- чехи — 0,21 %,
- українці — 0,07 %.

Склад населення за приналежністю до релігії станом на 2001 рік:
- римо-католики — 70,42 %,
- греко-католики — 27,46 %,
- протестанти — 0,35 %,
- не вважають себе вірянами або не належать до жодної вищезгаданої конфесії — 1,63 %.